# Antoine Léaument
Antoine Léaument, né le 4 septembre 1989 à Châteauroux, est un homme politique et vidéaste web français. Proche et responsable de la communication numérique de Jean-Luc Mélenchon et de La France insoumise, il est élu député dans la 10e circonscription de l'Essonne en 2022 et en 2024.

## Biographie

### Origines
Antoine Nicolas Gabriel Léaument naît le 4 septembre 1989 à Châteauroux (département de l'Indre). Son père est ingénieur territorial et sa mère est employée à l'accueil d'un cabinet d'analyses médicales. Antoine Léaument se présente lui-même comme « le descendant d'immigrés belges et italiens ».

### Parcours scolaire
Antoine Léaument effectue sa scolarité primaire et secondaire à Châteauroux dans le groupe scolaire privé catholique Léon-XIII,. Après une première année d'études supérieures en histoire à l'antenne universitaire de Châteauroux de l'université Orléans-Tours, il étudie les lettres et l'histoire à l'université de Poitiers où il obtient une licence « Lettres, voie Sciences-Po ». Antoine Léaument étudie ensuite la sociologie politique à l'université Paris 1 Panthéon-Sorbonne, où il rencontre Bastien Lachaud puis obtient un master « Affaires publiques, mention administration du politique » dans cette même université.

## Activités politiques

### Ses débuts
Après avoir été un soutien du MoDem sans y être encarté et de François Bayrou de 2007 à 2010,, Antoine Léaument rejoint le Parti de gauche en janvier 2011 après avoir participé à Poitiers aux manifestations contre la réforme des retraites de Nicolas Sarkozy et après avoir lu l'essai de Jean-Luc Mélenchon Qu'ils s'en aillent tous ! (2010). Étudiant à l'université Paris 1, il fonde le « cercle Front de Gauche de la Sorbonne » lors de l'année universitaire 2011-2012. À l'été 2012, il effectue un stage avec Martine Billard, alors députée de la 1re circonscription de Paris. En 2013, après un stage au conseil régional d'Île-de-France au sein du groupe « Front de gauche, Parti de gauche et Alternatifs », il effectue un stage au sein du cabinet de Jean-Luc Mélenchon avant de devenir, dès septembre 2013, un de ses attachés parlementaires au Parlement européen et le responsable de sa communication numérique,,. Il initie un tournant important dans cette communication qui rencontre alors « un net succès »,.

### Premières candidatures à des élections
Antoine Léaument a été animateur du comité d'appui de La France insoumise à Châteauroux pour les élections européennes de 2019 et la préparation des élections municipales de 2020. Il officialise en janvier 2020 sa candidature à la mairie de Châteauroux à l'occasion des élections municipales de 2020 , où il développe un programme municipal participatif, construit avec les habitants lors de réunions publiques et propose par exemple la cantine bio dans les écoles de la ville,,. La liste qu'il mène rassemble 3,59 % des voix au premier tour dans une élection fortement marquée par l'abstention liée à la Covid-19.
Lors des élections départementales de 2021, Antoine Léaument est candidat en binôme avec le PCF dans le canton de Châteauroux-1 dans le département de l'Indre. Avec un score de 22,57 %, il se qualifie pour le second tour face au binôme de droite qui remporte finalement l'élection avec 59,13 % des suffrages.

### Député de la XVIe législature
Après l'élection présidentielle de 2022 où il participe activement à la campagne de Jean-Luc Mélenchon, il est élu député lors des législatives françaises de 2022 dans la 10e circonscription de l'Essonne. Il remporte 37,27 % des voix au premier tour et 55,21 % au second.
Il siège au sein du groupe parlementaire de la France insoumise. Il est membre de la commission des Lois.
Présent dans les manifestations contre la réforme des retraites en 2023, il est matraqué à plusieurs reprises par les CRS au cours de l'une d'elles.

### Député de la XVIIe législature
Lors des élections législatives de 2024, il est réélu député de l'Essonne le 9 juillet avec 65% des suffrages.
Le 2 octobre 2024, il défend en commission des Lois, la motion de destitution du Président de la République au nom de la France insoumise. Cette motion a été déposée en s'appuyant sur l'article 68 de la Constitution française qui permet de destituer le Président "en cas de manquement à ses devoirs". C'était la première fois qu'une motion de destitution était examinée en commission des lois sous la Ve République.
Le 28 novembre 2024, lors de l'examen de la proposition de loi sur d'abrogation de la réforme des retraites, Antoine Léaument est personnellement visé et menacé par le député Modem Nicolas Turquois, obligeant Marc Fesneau, président du groupe MoDem, à s'interposer "entre les deux hommes", avant que des vidéos montrent Nicolas Turquois "escorté en dehors de l'hémicycle par les huissiers" , comme il l'avait déjà été le 19 juillet 2020,. La porte-parole du gouvernement Maud Bregeon a qualifié sur France2 d’« inadmissibles » et « déplorables » les images de son éviction par les huissiers, tout en jugeant légitime que le débat « soit parfois tendu ».
En février 2025, les députés Antoine Léaument et Ludovic Mendes publient un rapport d'information parlementaire "sur la lutte contre le trafic de stupéfiants". Le rapport préconise une série de mesures pour réduire les trafics stupéfiants avec des propositions allant à l'encontre de la politique "répressive et de culpabilisation" du gouvernement et du ministre de l'intérieur Bruno Retailleau. Le rapport propose la lutte contre le haut du spectre criminel avec des mesures contre la corruption et contre le blanchiment. Il propose également la réduction du trafic par la réduction de la demande en menant une politique de prévention et de santé publique aujourd'hui inexistante en France. Les deux députés rapporteur proposent que cette politique de prévention passe par la légalisation du cannabis pour permettre un accompagnement des consommateurs.

## Activités au sein de la France insoumise

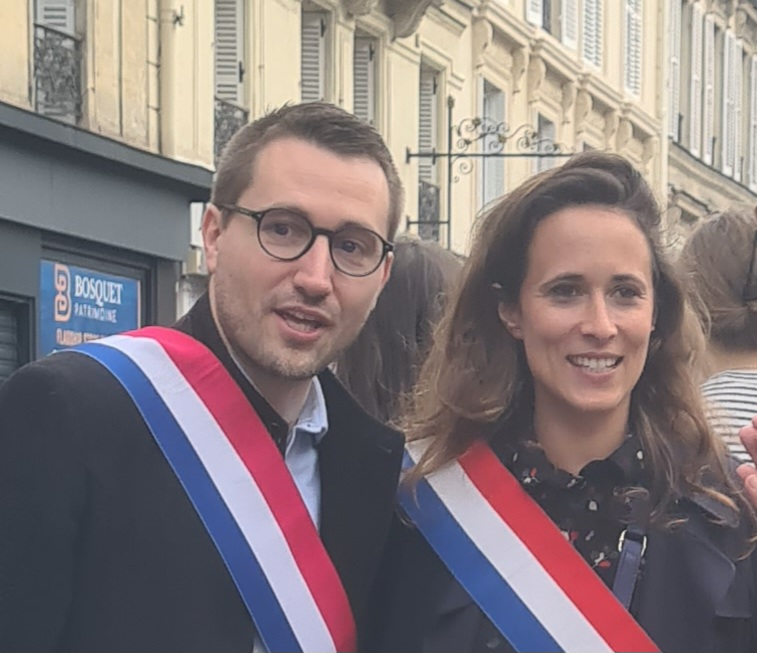
Antoine Léaument et Clémence Guetté lors de la manifestation contre le racisme en mars 2025.

### Responsable de la communication numérique de la France insoumise (2017-2022)
Il est également chargé, depuis l'été 2017, de la communication numérique de La France insoumise et a notamment piloté, dans ce cadre, le développement de la chaîne Canal FI. Il est aussi à l'origine de la création de la chaîne Twitch de Jean-Luc Mélenchon, en 2020.

### Membre de la direction de la France insoumise (depuis 2022)
Antoine Léaument est membre de la « Coordination des espaces », l'organe de direction de la France insoumise.
Depuis 2022, Antoine Léaument est co-responsable, aux côtés d'Anaïs Belouassa-Cherifi, de la campagne d'achat des locaux de la France insoumise. Le projet à long terme est « d'installer un local du mouvement dans chaque département du pays » selon Antoine Léaument. Les locaux permettent aux militants d'organiser des réunions et gagner en visibilité,,,.

## Activités sur les réseaux sociaux
En tant qu'ancien responsable de la communication de Jean-Luc Mélenchon et de la France insoumise, Antoine Léaument est très actif sur les réseaux sociaux. Il est l'un des députés français les plus suivis, cumulant plus d'1,5 million d'abonnés sur les réseaux sociaux dont 500 000 sur Tiktok en avril 2024. Après sa première élection à l'Assemblée nationale, il crée un groupe d'étude parlementaire sur les réseaux sociaux.

### YouTube
Antoine Léaument est notamment connu pour avoir fortement développé la chaîne YouTube de Jean-Luc Mélenchon depuis octobre 2016 avec le lancement d'une émission hebdomadaire intitulée La Revue de la semaine,,,,. Il est lui-même YouTubeur et anime la chaîne Le Bon Sens,,,. Il s'est notamment fait connaître sur cette plateforme en parodiant une vidéo de Florian Philippot, et en relayant les coulisses de la campagne présidentielle.
Au lancement de sa chaîne, de crainte que ne lui soit reproché son engagement politique au moment de rechercher un emploi, il publie ses premières vidéos sous le pseudonyme d'Antoine Nicolas, avant que son identité ne soit révélée en février 2017 dans un portrait publié dans la presse. Il reconnaît avoir été influencé par les chaînes YouTube de Squeezie et Osons Causer et avoir copié le concept de vignettes facilement partageables de la campagne présidentielle de Bernie Sanders.

### Twitch
Antoine Léaument est très actif sur Twitch.

## Synthèse des résultats électoraux

### Élections municipales
| Année | Parti | Parti | Commune     | Position      | 1er tour | 1er tour | 1er tour | Sièges (CM) |
| Année | Parti | Parti | Commune     | Position      | Voix     | %        | Rang     | Sièges (CM) |
| ----- | ----- | ----- | ----------- | ------------- | -------- | -------- | -------- | ----------- |
| 2020  |       | LFI   | Châteauroux | Tête de liste | 410      | 3,59     | 6e       | 0 / 43      |

### Élections départementales
| Année | Binôme | Binôme  | Département | Canton        | 1er tour | 1er tour | 1er tour | 2d tour | 2d tour | 2d tour | Sièges obtenus |
| Année | Binôme | Binôme  | Département | Canton        | Voix     | %        | Rang     | Voix    | %       | Rang    | Sièges obtenus |
| ----- | ------ | ------- | ----------- | ------------- | -------- | -------- | -------- | ------- | ------- | ------- | -------------- |
| 2021  |        | LFI-PCF | Indre       | Châteauroux-1 | 849      | 22,57    | 2e       | 1055    | 28,65   | 2e      | 0 / 2          |

### Élections législatives
| Année | Parti  | Parti | Circonscription  | 1er tour | 1er tour | 1er tour | 2d tour | 2d tour | 2d tour | Issue |
| Année | Parti  | Parti | Circonscription  | Voix     | %        | Rang     | Voix    | %       | Rang    | Issue |
| ----- | ------ | ----- | ---------------- | -------- | -------- | -------- | ------- | ------- | ------- | ----- |
| 2022  |        | LFI   | 10e de l'Essonne | 9 640    | 37,27    | 1er      | 13 321  | 55,21   | 1er     | Élu   |
| 2024  | 16 242 | LFI   | 10e de l'Essonne | 43,01    | 1er      | 22 556   | 65,16   | 1er     | Élu     |       |